# 吉田賢一
吉田 賢一（よしだ けんいち、1894年（明治27年）11月15日 - 1982年（昭和57年）6月11日）は、日本の弁護士、農民運動家、政治家。衆議院議員。

## 経歴
兵庫県明石郡明石町（現明石市）で、理髪業・吉田種次郎、たみ夫妻の長男として生まれる。1920年4月、日本大学専門部法律科を卒業。弁護士試験に合格し、大阪市に弁護士事務所を開業。
1921年、兵庫県明石郡神出村の小作争議に係わり農民運動に参加。1922年4月、日本農民組合が結成され法律顧問の一人となる。以後、農民労働党参加、労働農民党中央委員、日本労農党中央委員、全日本農民組合中央委員、全国農民組合中央委員、日本大衆党参画、全国大衆党参画などの活動を行い、1931年7月から1932年6月までヨーロッパの政治経済、農業を視察した。渡欧中の1932年1月に推されて明石市会議員に当選した。
その後右傾化し、1933年12月、社会大衆党を離党し、皇国農民同盟を結成し理事長に就任。1936年8月、関西皇国労農協議会副議長に就任し、同年12月、日本労働組合総連合関西連合会、大和（だいわ）連盟を結成した。1939年9月、兵庫県第三区の第20回衆議院議員総選挙補欠選挙に出馬し当選。1942年4月の第21回総選挙では翼賛政治体制協議会の非推薦候補として立候補して当選した。皇国勤労者同盟、皇道日本協会、ひのもと会などを設立して主事を務め、雑誌『ひのもと』を発行した。また、厚生省委員、翼賛政治会政調厚生、大東亜兼務委員などを務めた。
戦後、全国農本同盟を組織し、1947年4月、第23回総選挙で国民協同党所属で出馬したが落選し、同年5月、公職追放となった。1951年6月、公職追放が解除され、1952年10月、第25回総選挙で社会党右派から出馬して当選。以後、第26回、第27回、第30回から第32回総選挙まで当選し、衆議院議員を通算8期務めた。この間、日本社会党代議士会副会長、同両院議員総会長、同政審会決算部長、同綱紀粛正特別委員長などを歴任。1960年、民主社会党の結成に参加し、同党国会議員団長、同顧問などを務めた。

## 著作
- 述『日本精神に基く国民共同体の実現へ』吉田賢一、1933年。